# Forgesia
Forgesia, monotipski biljni rod iz porodice eskalonijevki. Jedini je predstavnik F. racemosa, drvo ili grm sa otoka Réuniona

## Opis
Forgesia racemosa malo je cvjetno tropsko stablo endemsko za otok Réunion. Prepoznatljiv je po svojim atraktivnim, debelim zvonolikim cvjetovima tamno do svijetloružičaste boje. Forgesia racemosa je relativno nepoznata i jedina vrsta iz svog roda, ali je srodna poznatijoj i kultiviranoj “crvenoj eskaloniji” (Escallonia rubra).

## Sinonimi
- Forgesia borbonica (Lam.) Pers.; Syn. 1: 194 (1805)
- Defforgia borbonica Lam.; Illustr. 2: 71. t. 125 (1793)